# April Fool's Day (película de 1986)
April Fool's Day, conocida también como Inocentada sangrienta, es un largometraje de terror de Paramount Pictures, 
estrenado el 27 de marzo de 1986. Se trata de una historia terrorífica con elementos de comedia negra, intriga y misterio, protagonizada por un grupo de jóvenes actores. Cuenta con una nueva versión, estrenada en vídeo en 2008.

## Argumento
Muffy St. John (Deborah Foreman) invita a sus compañeros de instituto (Harvey, Nikki, Rob, Skip, Nan, Chaz, Kit y Arch) a pasar el fin de semana en casa de sus padres, una mansión que heredará próximamente, situada en una isla. La diversión inicial dará 
paso a un accidente en el ferry que les transporta hasta la isla, un hombre resulta herido de gravedad y acusa a los jóvenes de ser los responsables. Una vez en la mansión, ocupan sus habitaciones, en las que Muffy ha preparado una variedad de bromas con motivo del día de los inocentes (april fool's day) y cenan en el amplio salón, pero la tranquilidad en la mansión se verá alterada debido a una sucesión de desapariciones. Kit (Amy Steel) descubre que Muffy tiene una hermana gemela llamada Buffy, desequilibrada e internada en un sanatorio...

## Reparto
| Actor             | Personaje                  |
| ----------------- | -------------------------- |
| Jay Baker         | Harvey                     |
| Pat Barlow        | Clara                      |
| Lloyd Berry       | Hombre del ferry           |
| Deborah Foreman   | Muffy / Buffy              |
| Deborah Goodrich  | Nikki                      |
| Tom Heaton        | Oficial Potter / Tío Frank |
| Mike Nomad        | Buck                       |
| Ken Olandt        | Rob                        |
| Griffin O'Neal    | Skip                       |
| Leah King Pinsent | Nan                        |
| Clayton Rohner    | Chaz                       |
| Amy Steel         | Kit                        |
| Thomas F. Wilson  | Arch                       |

## Producción
April Fool's Day fue filmada en Columbia Británica, Canadá, con un presupuesto estimado de 5.000.000 de dólares americanos. Su productor, Frank Mancuso Jr., es el responsable de la conocida saga 
terrorífica Friday the 13th

## Estreno
La película fue estrenada en Estados Unidos el 27 de marzo de 1986 en 1.202 salas, recaudando 3.373.779 de dólares en su primer fin de semana. La recaudación total fue de 12.947.763 dólares. Posteriormente, fue distribuida en videocasete y LaserDisc en los años 80. Ha tenido tres lanzamientos en DVD Video, en septiembre de 2002, agosto de 2007 y marzo de 2008 (conjuntamente con My Bloody Valentine); ninguna de estas ediciones incluye extras.

## Recepción
AllMovie escribió: "En medio de la saturación de las películas de terror gore que obstruyen los horarios de cable y salas de cine en la estela de Halloween y Viernes 13, April Fool's Day se destaca como un ejercicio bastante restringida en los años 80 del género de terror adolescente," comentando que "tiene más emociones de montaña rusa que la mayoría de películas de terror con cinco veces la sangre derramada."
La película tiene un 33% en Rotten Tomatoes. [5]

## Clasificaciones
| País                | Clasificación                             |
| ------------------- | ----------------------------------------- |
| Alemania Occidental | 18 (con cortes)                           |
| Australia           | M                                         |
| Canadá              | 13+ (Quebec)                              |
| Finlandia           | K-16                                      |
| Francia             |                                           |
| Islandia            | 16                                        |
| Italia              | VM14                                      |
| Noruega             | 15 (clasificación para DVD)               |
| Noruega             | 16 (clasificación para cine, con cortes)  |
| Noruega             | 18 (clasificación para vídeo, sin cortes) |
| Países Bajos        | 16 (DVD) (2003)                           |
| Singapur            | M18                                       |
| Reino Unido         | 18 (clasificación original)               |
| Reino Unido         | 18 (clasificación para vídeo en 1986)     |
| Reino Unido         | 15 (reclasificación para vídeo en 2002)   |
| Singapur            | M18                                       |
| Estados Unidos      | R (Certificado #28085)                    |

## Banda sonora
La banda sonora de la película fue compuesta por Charles Bernstein y distribuida solamente en vinilo (LP) en 1986. Incluye 19 canciones y temas instrumentales, con una duración total de 30:27.
Lista de temas:
| Pista | Título                 |
| ----- | ---------------------- |
| 1     | "Intro"                |
| 2     | "Main Title"           |
| 3     | "Choke a Dagger"       |
| 4     | "Pier Pressure"        |
| 5     | "All's Well That Ends" |
| 6     | "Snakes Alive"         |
| 7     | "Stab in the Dark"     |
| 8     | "Hanging Around"       |
| 9     | "The House"            |
| 10    | "Trick or Threat"      |
| 11    | "Nan in Danger"        |
| 12    | "Nightwatch"           |
| 13    | "Sitting Duck"         |
| 14    | "Night"                |
| 15    | "Getting the Point"    |
| 16    | "Little Miss Muffy"    |
| 17    | "Muffy Attack"         |
| 18    | "First Victim"         |
| 19    | "Hack-in-the-Box"      |

## Continuación
La película cuenta con un remake, April Fool's Day, un Direct-to-DVD lanzado en marzo de 2008; aunque mantiene el concepto original, la historia y los personajes fueron radicalmente alterados y contemporizados.